# Pat O'Brien
William Joseph Patrick O'Brien, més conegut com a Pat O'Brien, (Milwaukee, 11 de novembre de 1899 − Santa Monica, 15 d'octubre de 1983) va ser un actor de cinema estatunidenc.

## Biografia
La seva família era catòlica, d'origen irlandès, de Milwaukee (Wisconsin). Durant la seva joventut va anar a l'Església Gesu (escola jesuïta). O'Brien va anar a la Marquette University High School amb el també actor i company Spencer Tracy. Sembla que també va servir al costat de Jack Benny en la Great Lakes Naval Station durant la Primera Guerra Mundial.
O'Brien va aparèixer al costat de James Cagney a vuit pel·lícules, incloent Angels with Dirty Faces (1938) i l'últim film de Cagney Ragtime (1981). Va començar a treballar en el cinema (sovint en el paper de policies irlandesos o de sacerdots) en els anys trenta, començant amb el paper del periodista Hildy Johnson en la versió original de Primera plana. Va aparèixer amb gran èxit a la pel·lícula de suspens de 1946 Crac-Up, i va tenir el paper principal a The Personality Kid (1934). Se li recorda més pel seu paper de detectiu de policia davant George Raft a Some Like It Hot, de 1959, i pel paper principal d'entrenador en Knute Rockne, All American (1940), pel·lícula en la qual apareixia un jove Ronald Reagan, interpretant el jugador George Gipp. La carrera cinematogràfica d'O'Brien pràcticament va finalitzar a començaments dels anys cinquanta, quan aparentment va ser inclòs parcialment en la llista negra, encara que va poder continuar treballant en televisió; en la seva autobiografia The Wind At My Back, O'Brien explicava haver quedat totalment perplex davant de la situació. El seu bon amic Spencer Tracy va haver de lluitar amb els estudis perquè li donessin un petit paper a L'última hurra el 1958.

## Filmografia

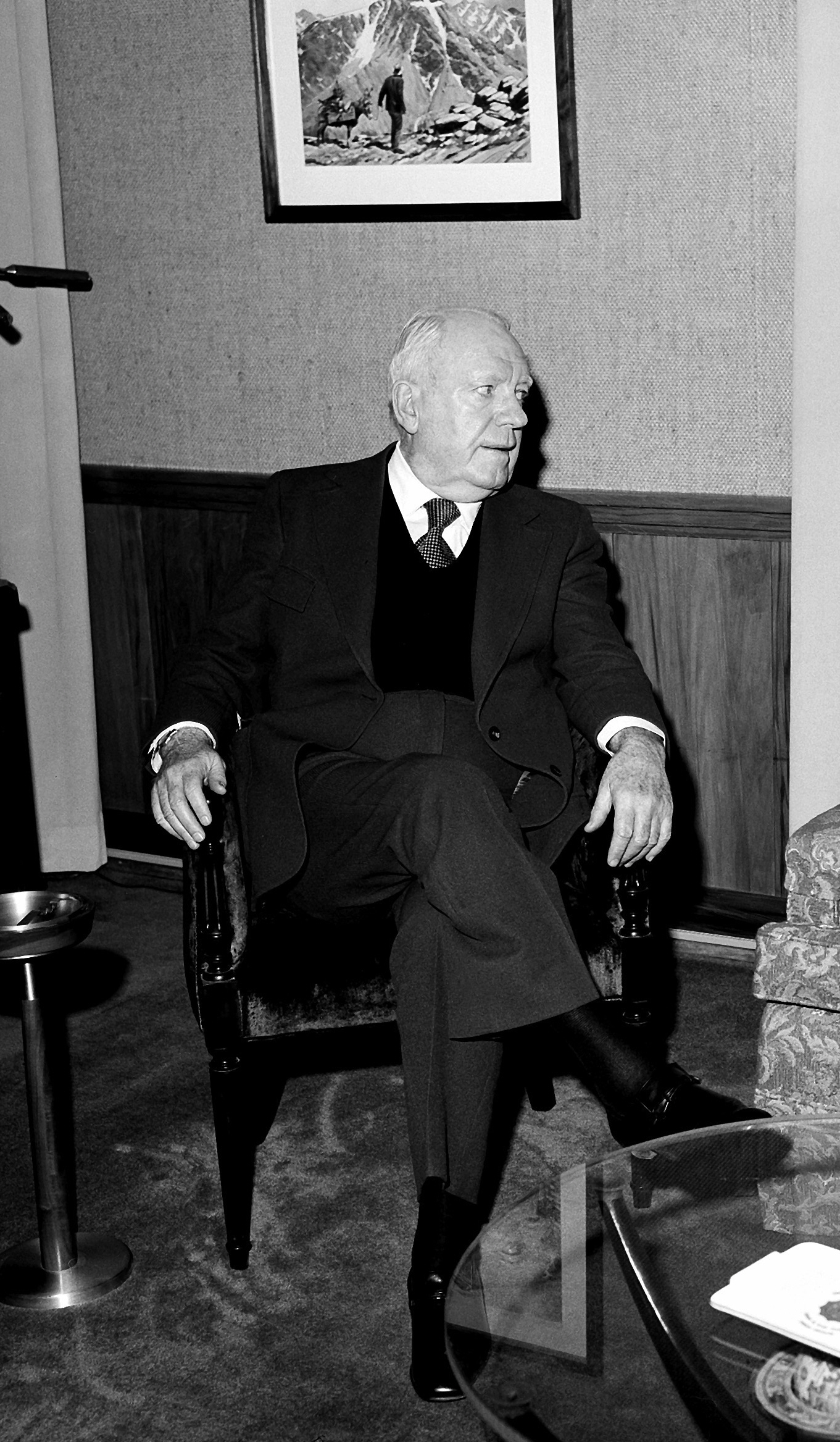
Pat O’Brien el 1972.

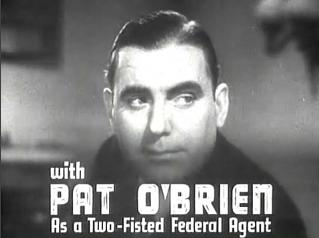
Pat O’Brien en la pel·lícula Public Enemy's Wife (1936).

- 1931: Honor Among Lovers de Dorothy Arzner: Conroy
- 1931: Primera plana de Lewis Milestone: Hildebrand « Hildy » Johnson
- 1931: Personal Maid
- 1931: Flying High de George White
- 1931: Consolation Marriage
- 1932: Hell's House de Howard Higgin: Matt Kelly
- 1932: American Madness de Frank Capra: Matt Brown
- 1932: Airmail de John Ford: Duke Talbot
- 1932: Scandal for Sale
- 1932: The Strange Case of Clara Deane
- 1932: Hollywood Speaks
- 1932: Virtue d'Edward Buzzell
- 1933: Bureau of Missing Persons de Roy Del Ruth: l'inspector Butch Saunders
- 1933: Bombshell de Victor Fleming: Jim Brogan
- 1933: Laughter in Hell d'Edward L. Cahn
- 1933: Destination Unknown, de Tay Garnett
- 1933: The World Gone Mad de Christy Cabanne
- 1933: Flaming Gold
- 1933: College Coach de William A. Wellman
- 1934: Flirtation Walk de Frank Borzage: El sergent « Scrapper » Thornhhill
- 1934: Here Comes the Navy de Lloyd Bacon: Biff Martin
- 1934: I've Got Your Number de Ray Enright
- 1934: Gambling Lady d'Archie Mayo
- 1934: Twenty Million Sweethearts de Ray Enright
- 1934: The Personality Kid d'Alan Crosland
- 1934: I Sell Anything
- 1935: In Caliente de Lloyd Bacon: Lawrence « Larry » MacArthur
- 1935: The Irish in Us de Lloyd Bacon: Pat O'Hara
- 1935: Devil Dogs of the Air de Lloyd Bacon
- 1935: Oil for the Lamps of China de Mervyn LeRoy
- 1935: Page Miss Glory de Mervyn LeRoy
- 1935: Stars Over Broadway
- 1936: Public Enemy's Wife de Nick Grinde
- 1936: Ceiling Zero de Howard Hawks
- 1936: I Married a Doctor
- 1936: China Clipper
- 1937: The Great O'Malley
- 1937: Slim de Ray Enright
- 1937: San Quentin de Lloyd Bacon
- 1937: Back in Circulation
- 1937: Submarine D-1
- 1938: Angels with Dirty Faces de Michael Curtiz: Jerome « Jerry » Connelly
- 1938: Women Are Like That
- 1938: Panamint's Bad Man
- 1938: Cowboy from Brooklyn de Lloyd Bacon
- 1938: Boy Meets Girl de Lloyd Bacon
- 1938: Garden of the Moon de Busby Berkeley
- 1939: Off the Record de James Flood
- 1939: The Kid from Kokomo de Lewis Seiler
- 1939: Indianapolis Speedway de Lloyd Bacon
- 1939: The Night of Nights de Lewis Milestone
- 1940: Knute Rockne, All American de Lloyd Bacon: Knute Rockne
- 1940: Amb les mateixes armes (Slightly Honorable) de Tay Garnett: John Webb
- 1940: The Fighting 69th
- 1940: Castle on the Hudson
- 1940: ’Til We Meet Again d'Edmund Goulding: Steve Burke
- 1940: Torrid Zone
- 1940: Escape to Glory
- 1940: Flowing Gold
- 1943: His Butler's Sister de Frank Borzage: Martin Murphy
- 1943: Doomed Caravan
- 1943: Bury Me Not on the Lone Prairie
- 1943: Two Yanks in Trinidad
- 1943: Broadway
- 1943: Flight Tinent
- 1943: The Navy Comes Through
- 1943: Bombardier
- 1943: El comandant de ferro (The Iron Major)
- 1944: Marine Raiders
- 1944: Secret Command
- 1945: Having Wonderful Crime
- 1945: L'home era viu (Man Alive)
- 1946: Perilous Holiday
- 1946: Crack-Up
- 1947: Riffraff
- 1948: Fighting Father Dunne
- 1948: El noi dels cabells verds (The Boy With Green Hair) de Joseph Losey
- 1949: A Dangerous Profession
- 1950: El bòlid (The Fireball) de Tay Garnett: el pare O'Hara
- 1950: Johnny One-Eye de Robert Florey
- 1951: Criminal Lawyer de Seymour Friedman
- 1951: The People Against O'Hara de John Sturges
- 1952: Okinawa de Leigh Jason
- 1954: Jubilee Trail de Joseph Kane
- 1954: Ring of Fear de James Edward Grant
- 1956: Inside Detroit de Fred F. Sears
- 1957: Kill Me Tomorrow de Terence Fisher
- 1958: L'últim hurra (The Last Hurrah) de John Ford: John Gorman
- 1959: Some Like it Hot de Billy Wilder: Mulligan
- 1965: Town Tamer de Lesley Selander
- 1970: The Phynx de Lee H. Katzin: cameo
- 1975: The Sky's the Limit de Tom Leetch
- 1977: Billy Jack Goes to Washington de Tom Laughlin
- 1978: The End de Burt Reynolds i James Best
- 1981: Ragtime de Milos Forman: Delmas